# Miguel Calmon
Miguel Calmon là một đô thị thuộc bang Bahia, Brasil. Đô thị này có diện tích 1465,438 km², dân số năm 2007 là 26788 người, mật độ 18,28 người/km².